# Arthur Brijs
Arthur François Brijs, né le 31 décembre 1878 à Oordegem et décédé le 19 novembre 1924 à Amsterdam fut un homme politique belge socialiste.
Brijs fut armateur auprès de la Lloyd Royal Belge. Il remplaça Pieter-Hendrik Spillemaeckers (1920-24) comme sénateur élu de l'arrondissement de Anvers, lorsque l'élection de ce dernier fut invalidée.

## Sources
- Bio sur ODIS

- Ressource relative à plusieurs domaines :   - ODIS